# بشرى جوهر
بشرى جوهر (بالبشتوية: بشرا ګوهر)؛ (بالأردية: بشریٰ گوہر) هي سياسية باكستانية عملت كعضو في المجلس الوطني الباكستاني من 2008 إلى 2013. وهي ناشطة في حركة بشتون تحفظ، وهي حركة اجتماعية تدافع عن حقوق البشتون. كانت في السابق نائبة رئيس حزب عوامي الوطني.

## سيرتها
ولدت في صوابي لعائلة من البشتون، ودرست الاقتصاد في جامعة بيشاور وانتقلت إلى الولايات المتحدة حيث حصلت على درجة الماجستير في إدارة الموارد البشرية من جامعة ويلمنجتون في عام 1991 حصلت على شهادة دراسات عليا في دراسات جنوب آسيا من جامعة بنسلفانيا. عادت إلى باكستان، وعملت كمستشارة في برنامج الأمم المتحدة الإنمائي والوكالة الأمريكية للتنمية الدولية. وفي عام 2000 أصبحت جوهر عضوًا في اللجنة الوطنية المعنية بوضع المرأة، وهو منصب احتفظت به حتى عام 2003.

## حياتها السياسية
انتُخبت في المجلس الوطني الباكستاني كمرشحة عن حزب عوامي الوطني على مقعد النساء في خيبر بختونخوا في الانتخابات العامة الباكستانية لعام 2008. في الفترة من 2016 إلى 2018 عملت كنائب أول لرئيس حزب عوامي الوطني حتى أوقف الحزب عضويتها.